# Quartorganum
Quartorganum je velmi raná forma vícehlasu gregoriánského zpěvu z 9. století. Nositelem hlavní melodie je zde tzv. principální hlas, k němuž se přidává táž melodie zpívaná o kvartu níže v dalším hlase (vox organalis). Tento hlas byl někdy zpíván rozšířený o vysoký hlas (chlapecký hlas) v oktávové poloze.
Na rozdíl od quintorgana nebyl kvartový rozestup u této formy přísně vyžadován, nýbrž povoloval také tercie a sekundy, aby se předešlo vzniku tritónu.
Oba hlasy začínaly nejčastěji týmž tónem. Principální hlas zpíval hlavní melodii, dokud nebylo dosaženo kvatrového intervalu mezi oběma hlasy, Poté postupovaly oba hlasy paralelně, dokud se znovu nesetkaly na výchozím tónu.